# Centrale de Carillon
Pour les articles homonymes, voir Carillon (homonymie).
Ne pas confondre avec le barrage de Carillon situé en France.
La centrale de Carillon est une centrale hydroélectrique au fil de l'eau érigée sur la rivière des Outaouais par Hydro-Québec, à Carillon, dans la municipalité de Saint-André-d'Argenteuil, dans les Laurentides, au Québec. Cette centrale, d'une puissance installée de 753 MW, a été mise en service en 1962.
Cette centrale a été construite par Hydro-Québec durant la période qui a précédé immédiatement la seconde nationalisation de l'électricité au Québec. Elle est érigée près du lieu où Dollard des Ormeaux et ses compagnons ont livré bataille aux Iroquois dans la bataille de Long Sault. Un monument en mémoire du défenseur de cette place est d'ailleurs installé dans un parc adjacent à la centrale.

## Historique

### Entente avec l'Ontario
Le développement des forces hydrauliques de la rivière des Outaouais a longtemps été ralenti par le fait que la rivière constitue la frontière entre l'Ontario et le Québec sur plus de 400 km. Cette situation donne au gouvernement fédéral la juridiction sur l'Outaouais en tant que voie d'eau navigable. La possibilité d'établir un barrage sur la rivière oblige aussi la collaboration entre les provinces, ce qui augmente la complexité de tels projets, tant pour l'Hydro-Electric Power Commission of Ontario (HEPCO) que pour les entreprises privées qui développent à cette époque les ouvrages du côté québécois. Ce qui ne signifie pas que les ententes étaient impossibles. En 1928, HEPCO et une filiale de la Gatineau Power, bâtissent ensemble la centrale de la Chute-des-Chats, qui est aujourd'hui la propriété conjointe d'Hydro-Québec et d'Ontario Power Generation, cette dernière en assurant l'entretien et la gestion courante en vertu d'une entente de gestion renouvelée en 2019.
Depuis la mise en service de la centrale de Beauharnois en 1932, le Québec exporte une quantité appréciable d'électricité, qui passe d'abord par l'est de l'Ontario avant d'aboutir au complexe hydroélectrique de Niagara. Ces importations sont d'abord largement excédentaires en raison de la Grande Dépression mais deviennent rapidement insuffisantes avec le début de l'effort de guerre. HEPCO est placée devant un choix difficile.
L'option de s'approvisionner au Québec reste économique, parce que la construction d'une ligne électrique revient moins cher qu'une nouvelle centrale. En contrepartie, cette option tient pour acquis que le Québec dispose de surplus additionnels à vendre au-delà du plafond de 250 000 HP (186 MW) prévu au contrat. En 1939, les représentations de la commission de l'Ontario rencontrent la Beauharnois Power pour discuter d'une augmentation importante des importations. La filiale de la Montreal Light, Heat and Power refuse, « en raison des autres engagements de la compagnie ». 
La Gatineau Power accepte de livrer 57 000 HP (42 MW) pour la durée de la guerre, mais cela est insuffisant, d'autant plus que la production d'aluminium limite les quantités d'énergie disponible pour les autres usages. Les ingénieurs de HEPCO examinent des solutions de rechange, dont le développement du potentiel de la rivière des Outaouais.
Le premier ministre ontarien Mitchell Hepburn envoie le président de HEPCO, Thomas Hogg, rencontrer Adélard Godbout à Québec. Hogg propose au premier ministre québécois un développement conjoint de la rivière qui exclurait le secteur privé. Godbout, qui créera la Commission hydroélectrique de Québec l'année suivante, lui rétorque qu'il serait favorable à un partage des sites, « ce qui permettait des calendriers de développement indépendants ».
Les deux provinces signent l'Accord sur la rivière de l'Outaouais en 1943 qui a pour effet de partager le potentiel hydroélectrique de la rivière des Outaouais. L'entente prévoit que l'Ontario pourrait développer trois sites sur le cours supérieur de la rivière et que le Québec pourrait quant à lui développer trois sites en aval, dont celui de Carillon. HEPCO accepte aussi de verser une contribution pour l'entretien des structures de contrôle du bassin versant, qui sont situées au Québec.

### Construction

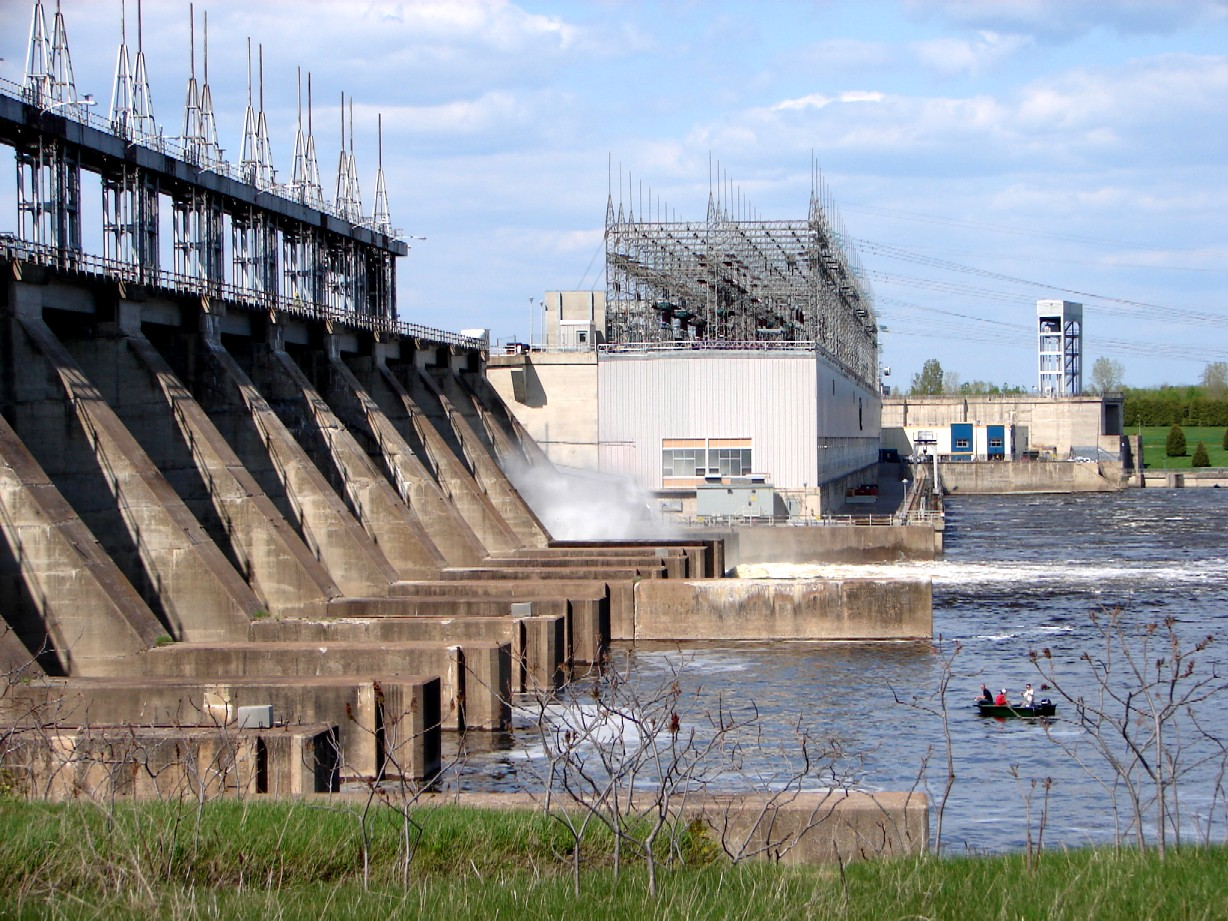
Vue du côté de l'Ontario

La centrale de Carillon a été construite dans un contexte de progression rapide de la demande électrique au Québec, une constante au cours des premières décennies d'existence d'Hydro-Québec. Au milieu des années 1950, les ingénieurs de l'entreprise commencent à élaborer des plans pour construire deux centrales de pointe, destinées à alimenter l'île de Montréal au moindre coût sur la rivière des Outaouais, à Carillon, et le fleuve Saint-Laurent, à Lachine. Dans les deux cas, les projets sont conçus sur des cours d'eau dont le potentiel hydraulique est déjà exploité.
Les travaux de construction de la centrale de Carillon ont commencé en 1959. La centrale utilise une dénivellation de 18 m et produit, lors de son inauguration trois ans plus tard, une puissance de 654,5 mégawatts. Sa conception et sa construction ont été confiés pour la première fois à quelques-uns des jeunes ingénieurs canadiens-français engagées depuis la nationalisation de la Montreal Light, Heat and Power.
Malgré quelques difficultés imprévues, dont la reconstruction d'un pont Bailey utilisé pour transporter le béton, qui a été emporté par les flots à la faveur d'une « crue printanière extraordinairement puissante », la centrale de Carillon est construite dans les délais prévus.

### Exploitation
La centrale de Carillon a été conçue afin de répondre aux périodes de consommation de pointe. Afin d'économiser l'eau en amont, la centrale ne turbine qu'une quantité d'eau minimale pour alimenter le cours inférieur de la rivière, 22 heures sur 24. L'ensemble des 14 turbines de l'ouvrage ne sont activées qu'entre 16 et 18 heures chaque jour, profitant de l'eau accumulée le reste de la journée dans le bassin en amont. En dehors de la saison estivale, la production de la centrale est plus grande en matinée et en soirée que durant le restant de la journée pour répondre aux périodes de pointe de consommation du matin et du soir du réseau électrique québécois.